# Rodziców nie ma w domu
Rodziców nie ma w domu – polski serial telewizyjny, emitowany w latach 1997–1998 na antenie TVN. Reżyserem był Wojciech Adamczyk. Pierwszy odcinek został wyemitowany 5 października 1997.
Był to pierwszy serial telewizyjny wyprodukowany na zlecenie stacji TVN.

## Pełna obsada

### Reżyser
- Wojciech Adamczyk

### Scenarzyści
- Andrzej Saramonowicz
- Anna Onichimowska
- Małgorzata Strzałkowska
- Piotr Dunaj
- Mariusz Polaczek
- Marcin Baczyński
- Elżbieta Jasińska
- Joanna Gutowska
- Wojciech Tomczyk
- Agata Miklaszewska
- Małgorzata Gutowska-Adamczyk

### Aktorzy
- Małgorzata Kożuchowska – Kosa
- Sebastian Świąder – Staś
- Witold Pyrkosz
- Zofia Merle
- Aleksandra Dymitruk
- Edyta Olszówka
- Krzysztof Kowalewski – dziadek
- Witold Bieliński – dziennikarz (gościnnie)
- Wiesława Mazurkiewicz – mamusia (gościnnie)
- Marta Lipińska – pani Melania (gościnnie)
- Marcin Sosnowski – dzielnicowy (gościnnie)
- Dariusz Odija – strażak (gościnnie)
- Leszek Abrahamowicz – poeta (gościnnie)
- Małgorzata Jóźwiak – wychowawczyni (gościnnie)
- Wojciech Adamczyk (gościnnie)
- Andrzej Raźniewski (gościnnie)
- Marek Raźniewski (gościnnie)
- Grzegorz Burchard (gościnnie)
- Marcin Kijo (gościnnie)

### Kierownictwo produkcji
- Agnieszka Nejman

### Muzyka
- Marek Bychawski
- Jacek Hamela

### Zdjęcia
- Waldemar Bala
- Marcin Kadło
- Zdzisław Najda
- Dariusz Panas
- Szymon Krusz
- Artur Namysz
- Tomasz Kuzio
- Zbigniew Falcon

### Montaż
- Krzysztof Janiszewski

### Scenografia
- Anna Seitz

### Kostiumy
- Anna Seitz
- Katarzyna Raszyńska

### Dźwięk
- Andrzej Bohdanowicz
- Wiesław Znyk
- Jacek Hamela
- Maria Chilarecka

## Spis odcinków
1. Gość w dom
2. Pies
3. Placek ze śliwkami
4. Demokracja
5. Spokojny wieczór
6. Ból istnienia
7. Tajemnice miłości
8. Kotek, zajączek i myśliwy
9. Wychowanie w trzeźwości
10. Autorytet moralny
11. Niespodzianka
12. Wszystko idzie świetnie
13. Walka o środowisko
14. Dieta
15. Być dorosłym
16. Karp
17. Głodówka z duchami
18. Telefon
19. Grypa
20. Ciało czy dusza
21. Policjanci i bandyci
22. Idealny wiek
23. Ewolucja
24. Ameryka
25. Radość o poranku
26. Jak rządzić
27. Cena sławy
28. Zacznij od siebie
29. Zadanie
30. Zosia Samosia
31. Prawdziwa sztuka
32. Pierścionek zaręczynowy
33. Na pomoc
34. Wiosenne porządki
35. Zazdrość
36. Starość – nie radość
37. Pies i kot
38. Komputer
39. Wróżka prawdę ci powie
40. Dziadek chrzestny
41. Tyć albo nie tyć
42. Strach ma wielkie oczy
43. Najlepszy kandydat
44. Łańcuszek nieszczęścia
45. W szponach postmodernizmu
46. Przodkowie
47. Aby język giętki...
48. Kącik samotnych serc
49. Wielka wygrana
50. Memento mori
51. Mamusia